# LDH
LDH JAPAN Inc. (株式会社 LDH Japan) é uma empresa japonesa de gerenciamento e entretenimento fundada pelos seis membros originais do grupo masculino Exile em 2003. Seu presidente é Hiroyuki Igarashi, líder do Exile. O nome "LDH" é um acrônimo de "Love + Dream + Happiness". A empresa administra diversos grupos masculinos e femininos e possui uma escola de dança chamada "EXPG".
Em janeiro de 2017, a empresa mudou seu nome para LDH Japan e estabeleceu filiais nos Estados Unidos, Ásia e Europa. Além disso, eles estabeleceram uma nova empresa chamada LDH World, que controla as suas quatro filiais. Masataka Mori foi nomeado como o CEO da LDH Japan.

## Artistas
- Exile
- Exile The Second
- Dance Earth Party
- Sandaime J Soul Brothers from Exile Tribe
- Generations from Exile Tribe
- The Rampage from Exile Tribe
- Deep
- Doberman Infinity
- E-girls[4][5][6][7]
- Dream Ami
- Happiness[8][9][10][11]
- Flower[12][13]
- Sudannayuzuyully
- PKCZ
- Verbal
- DJ Daruma
- M-Flo
- Honest Boyz
- Crystal Kay
- Jay'ed
- Satoshi Miyata
- Leola
- Sho Aoyagi
- Fantastics
- Samurize from Exile Tribe

## Empresas
A LDH se ramificou ao longo dos anos, em outras áreas como vestuário, cozinha e artes marciais.

### LDH Models
LDH Models é uma empresa japonesa de gerenciamento de modelos. Em 2017, o departamento de modelos da LDH Japan e o departamento de modelos da Beacon Alliance, fundiram-se e, em setembro de 2017, a LDH Models foi estabelecida.

#### Modelos
- Seri Iwahori
- Kira Nakagawa
- NOMA
- Kana Oya
- Mayumi Sada
- Monika Sahara
- Taylor Suzuki
- Izumi Yamaguchi